# Campionati asiatici di badminton 1992
I Campionati asiatici di badminton 1992 si sono svolti a Kuala Lumpur, in Malaysia. È stata la 11ª edizione del torneo, organizzato dalla Badminton Asia.

## Podi
| Evento              | Oro                       | Argento                                           | Bronzo                       |
| Singolare maschile  | Rashid Sidek              | Foo Kok Keong                                     | Fung Permadi                 |
| Singolare maschile  | Rashid Sidek              | Foo Kok Keong                                     | Joko Suprianto               |
| Singolare femminile | Ye Zhaoying               | Zhou Lei                                          | Somharuthai Jaroensiri       |
| Singolare femminile | Ye Zhaoying               | Zhou Lei                                          | Ra Kyung-min                 |
| Doppio maschile     | Razif Sidek Jalani Sidek  | Huang Zhanzhong Zheng Yumin                       | Ger Shin-ming Yang Shih-jeng |
| Doppio maschile     | Razif Sidek Jalani Sidek  | Huang Zhanzhong Zheng Yumin                       | Ong Ewe Chye Rahman Sidek    |
| Doppio femminile    | Wu Yuhong Pan Li          | Ladawan Mulasartsatorn Piyathip Sansaniyakulvilai | Yoshiko Iwata Fujimi Tamura  |
| Doppio femminile    | Wu Yuhong Pan Li          | Ladawan Mulasartsatorn Piyathip Sansaniyakulvilai | Tan Lee Wai Tan Sui Hoon     |
| Doppio misto        | Joko Mardianto Sri Untari | Chung Hoi Yuk Chan Siu Kwong                      | Nunung Mudijanto S. Herawati |
| Doppio misto        | Joko Mardianto Sri Untari | Chung Hoi Yuk Chan Siu Kwong                      | Tan Kim Her Tan Sui Hoon     |